# Comuna de Nowogród Bobrzański
Nowogród Bobrzański (polaco: Gmina Nowogród Bobrzański) é uma gminy (comuna) na Polónia, na voivodia da Lubúsquia e no condado de Zielonogórski. A sede do condado é a cidade de Nowogród Bobrzański.
De acordo com os censos de 2004, a comuna tem 9299 habitantes, com uma densidade 35,8 hab/km².

## Área
Estende-se por uma área de 259,41 km², incluindo:
- área agrícola: 30%
- área florestal: 59%

## Demografia
Dados de 30 de Junho 2004:
|                      | Total   | Total | Mulheres | Mulheres | Homens  | Homens |
| -------------------- | ------- | ----- | -------- | -------- | ------- | ------ |
|                      | pessoas | %     | pessoas  | %        | pessoas | %      |
| População            | 9299    | 100   | 4701     | 50,6     | 4598    | 49,4   |
| Densidade (pop./km²) | 35,8    | 100   | 18,1     | 18,1     | 17,7    | 17,7   |

De acordo com dados de 2002, o rendimento médio per capita ascendia a 1277,27 zł.

## Comunas vizinhas
- Bobrowice, Brzeźnica, Dąbie, Jasień, Kożuchów, Lubsko, Świdnica, Zielona Góra, Żary